# John Dollond

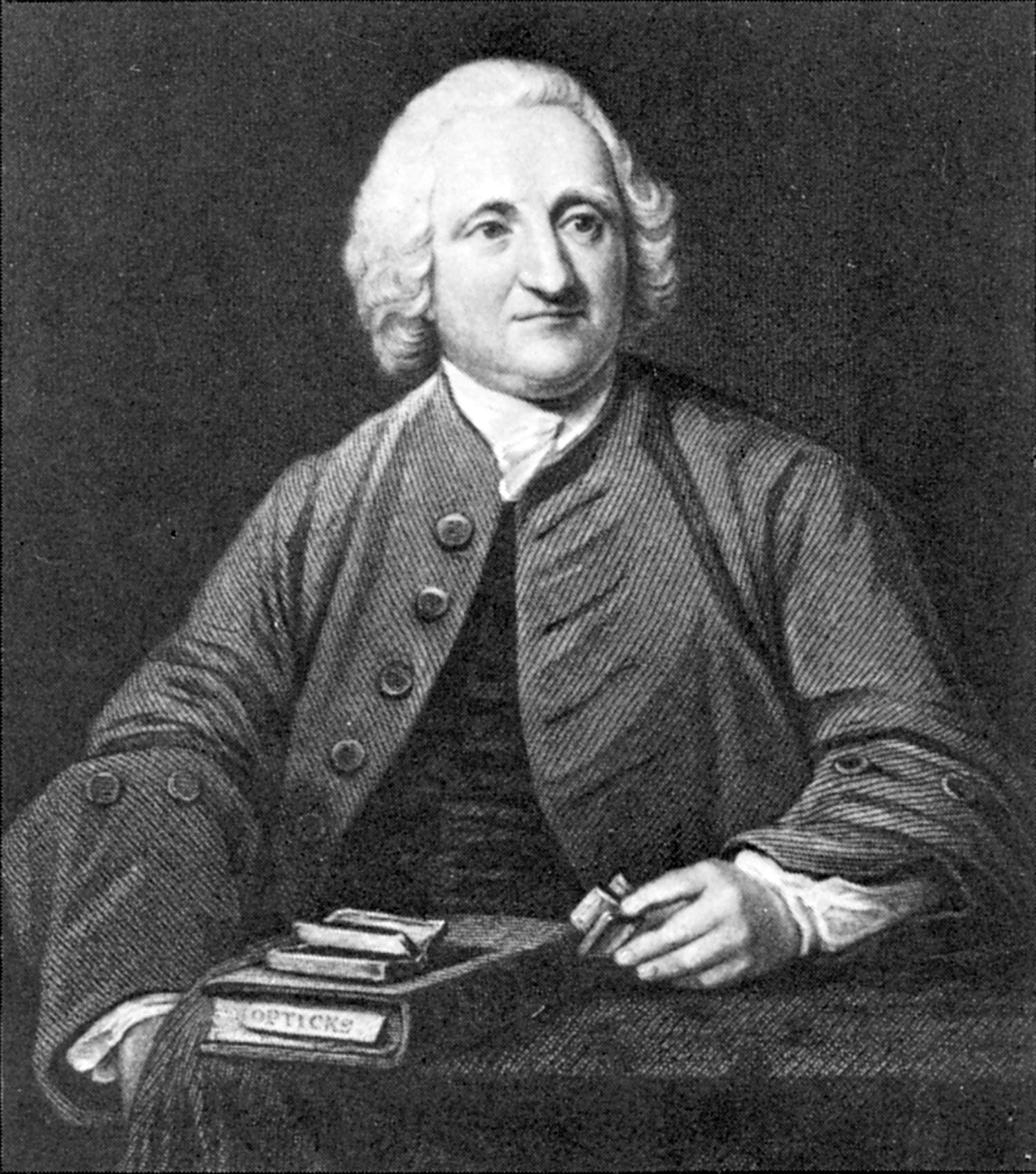
John Dollond

John Dollond (* 10. Juni 1706 in Spitalfields, London; † 30. November 1761 in London) war ein britischer Optiker und Teleskopbauer von französischer Herkunft.

## Leben
Er stammte aus einer hugenottischen Auswandererfamilie und war zunächst wie alle in seiner Familie als Seidenweber tätig, befasste sich aber nebenher mit Astronomie und Optik. Später gründete er eine Werkstatt zur Herstellung optischer und astronomischer Geräte. Seit 1752 arbeitete er mit seinem Sohn Peter (1730–1820) in London an der Verbesserung von dioptrischen Fernrohren, um ihre chromatische Aberration – die störenden Farbränder – zu verringern.
Nach mehrfachen Versuchen in den Jahren 1757 und 1758, zu denen ihn die Untersuchungen von Samuel Klingenstierna angeregt hatten, entdeckte er die ungleiche Refraktion der farbigen Lichtstrahlen in Glasprismen verschiedener Brechkraft. Daraus folgerte er die Möglichkeit, achromatische Linsen zu fertigen, die farbreine Bilder zeigen sollten.
Zwar war Dollond nicht der Erfinder dieser bahnbrechenden Neuerung im Fernrohrbau – die eigentliche Erfindung des Achromaten gelang Chester Moor Hall, der jedoch an der wirtschaftlichen Nutzung seiner Erfindung nicht interessiert war. Aber Dollond war der erste und über Jahre einzige, der diese Objektive wirtschaftlich herstellen konnte. 1758 wurde Dollond von der Royal Society mit der Copley Medal ausgezeichnet. Im selben Jahr wurde ihm ein Patent auf 14 Jahre zur Herstellung der Achromat-Objektive erteilt. Die Erträge daraus teilte er mit Francis Watkins, der ihn finanziert hatte.
Die hohe Qualität von Dollonds Flintglas-Linsen geht auf den Ankauf einer äußerst gut gelungenen Schmelze aus Nordengland zurück. Neben seinem größten Objektiv von 5 Zoll (12,7 cm) entstanden zu Dollonds Lebzeiten etwa ein Dutzend mit einer Öffnung von 4 Zoll (etwa 10 cm). Noch 20 Jahre später schätzte sich z. B. der aufstrebende Astronom Johann Hieronymus Schroeter glücklich, ein solches Linsenfernrohr erwerben zu können.
John Dollond starb am 30. November 1761 in London. Sein ältester Sohn, Peter Dollond, teilte die wissenschaftlichen Interessen seines Vaters und gründete später ein optisches Institut. Peter Dollond erfand den Apochromaten.
Sein Schwiegersohn war der Optiker Jesse Ramsden, dem er nach einigen Quellen auch das Patent für achromatische Gläser als Mitgift seiner jüngsten Tochter Sarah (1743–1796) in die Ehe mitgab.
Nach ihm ist der Mondkrater Dollond benannt.